# Justizvollzugsbeamter
Justizvollzugsbeamter (umgangssprachlich Gefängniswärter oder Schließer) ist im Öffentlichen Dienst in Deutschland eine Berufsbezeichnung im Bereich der Justiz. Justizvollzugsbeamte sind in der Regel als Landesbeamte in einer Justizvollzugsanstalt eingesetzt.
Im Dienst erkennbar sind Justizvollzugsbeamte, wie auch Justizwachtmeister, an ihrer der Polizei ähnlichen Uniform. Die Beamten, tragen auf ihrer Uniformen und Abzeichen die Aufschrift „Justiz“ statt „Polizei“.

## Berufsbeschreibung
Justizvollzugsbeamte sind in Justizvollzugsanstalten als Vollzugskräfte tätig. Sie handeln nach den Regularien des Strafvollzugsgesetzes (StVollzG) und der Strafvollstreckungsordnung (StVollstrO) sowie zum Vollzug der Untersuchungshaft nach der Strafprozessordnung und dem am 1. März 2010 in Kraft getretenen Untersuchungshaftvollzugsgesetz (UVollzG), das die alte Untersuchungshaftvollzugsordnung (UVollzO) abgelöst hat. Des Weiteren sind umfangreiche Kenntnisse im StGB, StPO, WaffG und OWiG wichtig. Die Laufbahn des allgemeinen Vollzugsdienstes in den Justizvollzugsanstalten gehört zur Laufbahngruppe des mittleren und gehobenen Dienstes. Die JV-Beamten des mittleren Vollzugsdienstes üben in der Regel ihren Dienst uniformiert aus. JV-Beamte des gehobenen Dienstes sind hierzu nicht mehr verpflichtet.

## Tätigkeitsfelder
Die Beamten des allgemeinen Vollzugsdienstes sind in den Justizvollzugsanstalten maßgeblich für die Betreuung, Beaufsichtigung und Versorgung der Gefangenen zuständig. Hierbei werden die Beamten durch besondere Fachdienste (wie Sozialarbeiter, Psychologen, Ärzte, Pädagogen, Seelsorger usw.) bei der Behandlung von Gefangenen unterstützt. Ein wichtiger Teil der Arbeit ist aber auch, die Gefangenen dabei zu unterstützen, später ein Leben in sozialer Verantwortung ohne Straftaten führen zu können. Zu den weiteren Aufgaben gehört das breite Aufgabenspektrum zur Einhaltung der Sicherheit und Ordnung in den Anstalten.
Die Beamten sind zum Tragen von Uniform mit Landeswappen verpflichtet und werden überwiegend im Wechselschichtdienst (Früh-, Spät- und Nachtdienst) eingesetzt.
Um die Sicherheit und Ordnung in den Justizvollzugsanstalten zu gewährleisten, üben die Beamten hoheitliche Rechte aus. Sie sind dadurch berechtigt, zu jeder Tages- und Nachtzeit Haftraum-, Bereichs-, Betriebs-, Lager- und Personenkontrollen durchzuführen. Des Weiteren werden ein- und ausfahrende Fahrzeuge penibel kontrolliert (außer Dienstfahrzeuge). Gesucht wird nach Alkohol, Drogen, Waffen und anderen verbotenen Gegenständen (z. B. Kassiber). Auch der Verkehr mit der Außenwelt wird von den Justizvollzugsbeamten, gemäß den gesetzlichen Vorgaben bei Untersuchungshäftlingen, unter Berücksichtigung der besonderen Anweisungen durch Haftrichter oder der Staatsanwaltschaft, überwacht und kontrolliert. Daneben wird der Postverkehr sowie der Telefonverkehr überwacht. In aller Regel ist die Nutzung von Mobiltelefonen von Gefangenen, Untersuchungshäftlingen und Arrestanten in Deutschland verboten. Die Beamten dürfen nicht nur Gefangene, sondern auch deren Besucher, Fremdpersonen und Fahrzeuge kontrollieren.
Auch hier liegen die Schwerpunkte beim Auffinden von Schmuggelwegen und der Verhinderung des Einbringens von verbotenen Gegenständen. Zur Unterstützung werden Diensthunde eingesetzt. Werden verbotene Gegenstände sichergestellt, so leitet die örtlich zuständige Staatsanwaltschaft oder das Fachdezernat der Kriminalpolizei Strafverfahren ein. Dies sind die speziellen Aufgaben des behördlichen Sicherheitsdienstes und/bzw. des Sicherheitsbeauftragten, welche die Aufgaben der Ermittlungsbeamten, innerhalb und außerhalb der Justizvollzugsanstalten, wahrnehmen. Diese Beamten sind speziell geschulte Justizvollzugsbeamte, zu deren Hauptaufgaben folgende Tätigkeiten gehören: die Zerschlagung von Subkulturen innerhalb der Justizvollzugsanstalten, die Erstermittlung sowie Sicherung von Beweisen im Falle von Straftaten, die allgemeine und die besondere Sicherheit. Die Beamten erstellen in Zusammenarbeit mit den Juristen der JVA die besonderen Sicherungsmaßnahmen und setzen Zwangsmaßnahmen in Zusammenarbeit mit anderen Justizvollzugsbeamten durch.
Jeder Justizvollzugsbeamte muss grundsätzlich damit rechnen, unmittelbare Zwangsmaßnahmen durchzuführen. Hierbei sind Maßnahmen sowohl zum Schutz des Gefangenen (Suizidgefahr) als auch zum Schutz der Allgemeinheit und im Besonderen zur Wahrung der Sicherheit und Ordnung innerhalb der jeweiligen Justizvollzugsanstalt denkbar. Der Beamte ist gemäß seinem gesetzlichen Auftrag verpflichtet, flüchtende Gefangene unter allen Umständen und mit jedem zur Verfügung stehenden Mittel zu verfolgen und ihre Rückführung in die zuständige JVA zu gewährleisten (Festnahmerecht). Der Schutz der Allgemeinheit hat hier oberste Priorität.
Auch außerhalb der Anstalten werden Justizvollzugsbeamte tätig. Im Zusammenhang mit Aus- und Vorführungen von Gefangenen, welche zwangsläufig außerhalb der Anstalten durchzuführen sind (etwa zur Vorstellung von Gefangenen bei Fachärzten, Vorführungen vor Gericht, Bewachungen in Krankenhäusern, Ausführungen zu Angehörigen der Gefangenen). Teilweise müssen diese Vorführungen auch zwangsweise durchgeführt werden, z. B. Vorführung zur Hauptverhandlung. Daneben sind die Beamten auch für die Sauberkeit und Ordnung zuständig. Um epidemische Erkrankungen zu verhindern, kommt es bisweilen zu medizinischen Zwangsmaßnahmen, wenn Gefangene extrem unsauber sind. Dann müssen Säuberungen und Desinfektionsmaßnahmen durchgeführt werden. Weiterhin arbeiten die Bediensteten eng mit Gerichten, Staatsanwaltschaften, Strafvollstreckungskammern und der Polizei zusammen.
Da der Vollzug den Lebensumständen in Freiheit so weit als möglich angepasst werden soll, besteht im Widerstandsfalle eine erhebliche Gefährdung der Beamten, da der Gefangene auch über Gegenstände verfügt, die als Waffe verwendet werden können. Hierzu werden teilweise spezielle Einsatzgruppen in den JVAen mit Schutzausstattungen ausgestattet, um das Schlimmste zu verhindern. Aber auch das bewahrt die Beamten nicht davor, im Einsatzfalle verletzt zu werden. Zur Durchführung dieser Aufgaben bzw. zur Anwendung unmittelbaren Zwanges führen die Beamten Schusswaffen. Darüber hinaus stehen ihnen andere Waffen (Schlagstöcke, Reizstoffe wie z. B. Pfefferspray) und verschiedene Fesseln (z. B. Handschellen, Fußschellen) zur Verfügung. Diese allerdings dürfen die Beamten im allgemeinen Vollzugsdienst auf den normalen Gefangenenbereichen nicht mitführen, da die Gefahr besteht, dass die Gefangenen diese gewaltsam an sich nehmen können. Aus diesem Grund führen die Beamten neben ihren Schlüsseln meist nur ein Personennotrufgerät (PNG), sowie ggf. ein Funkgerät (wenn nicht im PNG integriert) und ggf. Lederhandschuhe mit sich. Darüber hinaus können Sonderformen wie das Tragen eines Fesselgurtes oder Ähnliches angeordnet werden. Des Weiteren verfügen die Bediensteten über eine Ausbildung in Selbstverteidigung. Diese wird regelmäßig durch besonders ausgebildete BKS/Einsatztrainer innerhalb des Justizvollzuges trainiert. Die Beamten sind darüber hinaus mit einem Funkgerät für die Teilnahme am BOS-Funk ausgestattet.
Neben den normalen Einsatzfahrzeugen, den so genannten Gefangenentransportern (GTW), verfügt der Justizvollzug über ein umfangreiches Transportwesen für Häftlinge. Die – permanent notwendigen – Gefangenentransporte werden ebenfalls von Justizvollzugsbeamten durchgeführt, außer in Bayern, wo für das Transportwesen die Schubabteilung der Polizei verantwortlich ist. Gemäß der GTV können die Transportfahrzeuge mit Sondersignal ausgestattet werden. Abweichungen hiervon sind nur mit besonderer Begründung zulässig (Fahrzeug, das nur zu Fiskalfahrten verwendet wird usw.).
Justizvollzugsbeamte erfüllen neben dieser Vielzahl an Punkten verschiedene Dienste im medizinischen Bereich als Sanitäter. Hier sind sowohl Pflege- als auch Notfalldienst an der Tagesordnung.
Zudem verfügen die meisten Justizvollzugsanstalten über eigene Einsatzgruppen. Diese sind speziell ausgebildete Justizvollzugsbeamte, deren Tätigkeitsfeld in der JVA beim Sichern bzw. Transport von gefährlichen Gefangenen, Haftraumstürmungen, Absichern von Gerichtsgebäuden, Gerichtsprozesse oder die Justizanstalt selbst besteht. Diese Beamten verfügen über spezielle Waffen wie Reizstoffsprühgerät, Teleskopschlagstock oder auch verschiedene Schusswaffen. Die Beamten üben hierbei ihre Tätigkeit meist maskiert und in Schutzkleidung aus, damit die Gefangenen gerade bei Verlegung in besonders gesicherte Hafträume mittels unmittelbaren Zwang nicht erkennen, wen sie vor sich haben.
Der Justizvollzug in Baden-Württemberg verfügt neben den einzelnen Einsatzgruppen in den Justizvollzugsanstalten über eine landesweite Spezialeinheit Sicherheitsgruppe Justizvollzug Baden-Württemberg (SGJ-BW), diese ist vergleichbar mit einer SEK Einheit der Polizei. Die Beamten der SGJ-BW verfügen über eigene Fahrzeuge, Schutzkleidung, ein umfangreiches Waffenangebot und sind direkt dem Justizministerium zugeordnet, dieses erteilt ihnen auch die Aufträge.

## Voraussetzungen und Ausbildung
Die duale Ausbildung dauert meist zwei Jahre, sie kann aber z. B. bei einem späteren Einsatz z. B. Krankenpflegedienst, Werkdienst auf 1,5 Jahre verkürzt werden (in NRW und im Saarland beträgt die Ausbildungszeit ebenfalls 2 Jahre auch wenn der Meisterbrief schon vorhanden ist), wenn man einen entsprechenden Beruf (z. B. Krankenpfleger) erlernt hat. Die theoretischen Abschnitte finden in einer Justizvollzugsschule statt; die praktischen Ausbildungsabschnitte werden in verschiedenen Justizvollzugsanstalten durchgeführt.
Die Zulassungsvoraussetzungen unterscheiden sich je nach Bundesland. Teilweise müssen die Bewerber die Kriterien der sogenannten PDV 300 erfüllen, die auch für die Einstellung im Polizeivollzugsdienst bundesweit Anwendung findet. Hierunter fällt unter anderem, dass Bewerber einen angemessenen BMI (Body-Mass-Index) aufweisen müssen d. h. weder unter- noch übergewichtig sein dürfen. Ein tadelloses Führungszeugnis ist ebenfalls Voraussetzung für eine Einstellung als Justizvollzugsbeamter.
Um in Berlin eingestellt zu werden, benötigt man entweder die mittlere Reife oder eine Berufsbildungsreife mit abgeschlossener Berufsausbildung. Einstellungen finden zwischen dem 21. und 45. Lebensjahr statt.
In Hessen ist ebenso ein Hauptschulabschluss mit im Anschluss abgeschlossener Berufsausbildung oder die mittlere Reife Voraussetzung. Das Höchstalter beträgt in der Regel 40 Jahre, wobei Ausnahmen, unter anderem nach dem Soldatenversorgungsgesetz, möglich sind.

## Belastungen und Rahmenbedingungen
Wegen der Belastungen und des Machtpotentials des Dienstes ist bei der Personalgewinnung eine qualifizierte Auswahl zu treffen. Dennoch kam es z. B. im August 2012 zu Disziplinarverfahren gegen vier Justizvollzugsbeamte: Die Hamburger Morgenpost hatte über die Gewaltphantasien der Beamten berichtet, die auf Facebook erörtert hatten, von wo aus man am besten auf die Häftlinge schießen könne. Da die Gefangenen gegenüber den Beamten oft feindselig eingestellt sind, stehen die Beamten unter einer hohen psychischen Belastung. Die Vollzugsbeamten sind aber in der Regel auch dank ihrer zweijährigen Ausbildung und Praxiserfahrung in der Lage, mit kritischen Situationen professionell umzugehen. Unmittelbarer Zwang wird nur als letzte Ausgangsmöglichkeit gesehen.
Der Anteil an Frühpensionierungen sowie der Krankenstand ist auf hohem Niveau. In den Bundesländern liegt der Anteil an Frühpensionierungen zwischen 46 und 56 Prozent. Den höchsten Wert mit 56 % verzeichnet Nordrhein-Westfalen.
Die Beamten gehören zu dem Personenkreis, der bei Eingang und Verlassen der JVA grundsätzlich nicht kontrolliert wird. So standen 2012 zwei Beamte der JVA Rheinbach mit acht Häftlingen als Mitglieder einer Drogenbande vor Gericht, da sie Drogen eingeschmuggelt haben sollen.
Ihre Interessen werden unter anderem vom Personalrat vertreten.